# Bassin du Lampy
Le bassin du Lampy est un lac de barrage français de la montagne Noire, sur la commune de Saissac, dans le département de l'Aude en région Occitanie. Il participe à l'alimentation en eau du canal du Midi.

## Géographie
Le bassin du Lampy est situé sur le versant sud de la partie occidentale de la montagne Noire, au sein du département de l'Aude, au centre-sud de la France. 

Il se trouve en amont de la vallée du Lampy, sur l'emplacement du ruisseau du même nom, dans la commune de Saissac.

## Histoire
Un bassin régulateur sur le Lampy avait été initialement proposé en 1665 par la commission créée par le roi Louis XIV  pour évaluer les plans du canal du Midi de Pierre-Paul Riquet,
Une première retenue est construite, au lieu-dit actuel dit du Lampy-Vieux, à l'altitude de 630 m, par Pierre-Paul Riquet sur une superficie d'environ 6 hectares. Une centaine d'années plus tard, en 1777 commence la construction du deuxième bassin du Lampy (ou Lampy-Neuf), en amont du premier, et c'est en 1781 que le barrage du Lampy est finalement achevé. De la première retenue d'eau ne subsiste qu'une partie de digue, l'étendue d'eau a laissé sa place à la forêt. 

### Anecdote historique
Peu de temps après que le barrage du Lampy-Neuf fut terminé, on s'aperçut que celui-ci fuyait. Pour stopper ces fuites, il fut nécessaire de verser de grandes quantités de chaux vive dans le réservoir. Les particules de chaux ont ainsi bouché les ouvertures et formé des joints de maçonnerie entre les pierres.

### Histoire récente
En 1996, le barrage de Lampy qui fait partie du site classé canal du Midi est inscrit sur la liste du patrimoine mondial de l'UNESCO, catégorie « paysage naturel ».
Durant l'hiver 2015, VNF (Voies navigables de France), maître d'ouvrage,, entreprend des travaux de confortement du barrage du Lampy et de restauration de la petite digue de retenue, dite digue de Leignes, au-dessus de la plage de baignade autorisée. À cette occasion, le Lampy est entièrement vidangé,.

## Description
La qualité du paysage et de l'eau en font un lieu de détente et de loisirs apprécié des alentours,,. 
Le lac est entouré de forêts de hêtres et de chênes, on y trouve également des conifères (sapins Douglas, épicéas), dans un secteur historiquement constitué de landes, de prairies, et de bois.

### Description hydrologique
Le bassin du Lampy se situe en amont du bassin versant de la rivière du même nom (site classé Natura 2000). 
Le bassin du Lampy couvre 23,5 hectares et contient 1 670 000 mètres cubes d'eau en retenue normale.

Le bassin du Lampy est un réservoir qui arrive en complément du bassin de Saint-Ferréol pour l'alimentation en eaux du canal du Midi. 
La longueur de l'écoulement entre le bassin du Lampy et le canal du Midi est de 52 552 m,.
- Il est alimenté par deux ruisseaux : le Lampy et le Lampiot.
- Il se déverse, au niveau du barrage, dans un tronçon de rigole, rejoignant au lieu-dit 'Lampy-Vieux', et après un parcours de 900 m. environ la rigole de la montagne. Celle-ci aboutit, après la percée des Cammazes, dans le lac de Saint-Ferréol, au terme d'un parcours de 28 km entre la prise d'eau d'Alzeau (en amont du bassin du Lampy) et le bassin de Saint-Ferréol.
- Il se déverse également dans le Lampy.
- Les lâchers d'eaux sont réglementés par la préfecture de l'Aude[16].

### Barrage du Lampy
Le barrage du Lampy est un ouvrage poids à contreforts en maçonnerie en moellons de granit. Il fait plus de 130 m de long. Sa hauteur au plus haut dépasse les 16 m. Sa largeur à la base est de 11 m et de 5,2 m au couronnement. L'ouvrage comporte onze contreforts espacés de 11,60 m. Un parapet de 0,9 m protège les promeneurs qui peuvent emprunter le barrage pour effectuer par exemple le tour du lac.

### Digue de Leignes
La digue de Leignes fait environ 75 m de long, c'est un ouvrage maçonné à moellons de granit, restauré en 2015. Son passage donne accès au tour du lac pour les randonneurs. La fonction de cette digue est d'être un évacuateur de crue ; sa cote est donc inférieure d'environ 1 m à celle du barrage. La digue de Leignes surplombe la plage principale du Lampy.

## Activités de loisirs et touristiques
La qualité de son cadre paysager est appréciée des promeneurs, ses plages et ses eaux sont propices à la baignade en été. D'innombrables cartes postales du début de 20e siècle attestent de l'attrait touristique du site à cette époque. Cet attrait continue de nos jours, et dans les années 1980, l'importante fréquentation du site en été (notamment autour du 15 août) a conduit la collectivité à construire une aire de stationnement[pas clair] en aval du lac, 300 m à gauche avant d'arriver à hauteur du lac. Cette aire de stationnement encercle la « tourbière du Lampy ». 

### Promenade
- La promenade classique du tour du lac fait environ 3 km.
- Un sentier balisé fait une boucle de presque 7 km autour du lac[18].

### Endroit remarquable
- En effectuant le tour du lac à pied, (environ 500 m après la digue de Leignes, en tournant dans le sens des aiguilles d'une montre), on peut apercevoir sur la rive du lac, un gros bloc de granit de forme oblongue, lui-même posé sur un ensemble d'autres blocs de granit. Cet endroit est nommé le « Rocher de la Tortue ». Il est possible, si le lac est bien plein, et en prenant de grandes précautions, de se servir de ce rocher en surplomb sur l'eau pour effectuer des sauts dans le lac.

### Baignade
- La baignade est autorisée au niveau de la digue, avec la présence d'un maître-nageur sauveteur, en juillet et août de 15 h à 19 h[19].
- Si la qualité sanitaire des eaux de baignade était jugée moyenne à bonne entre 2005 et 2008[20], elle a été jugée bonne à excellente entre 2009 et 2013[10].
- Un nageur expérimenté qui souhaiterait traverser le lac à la nage, juste en face à la digue de Leignes, aurait à parcourir, si le lac est plein, environ 280 m, soit 560 m avec le retour.  La longueur du parcours à la nage entre la digue de Leignes et le 'Rocher de la Tortue', est d'environ 490 m.

### Sports nautiques
- Il est possible de louer des kayaks et des 'paddles', en été[21].
- La navigation de plaisance est interdite aux bateaux à moteur thermique sur le Lampy[22].

### Pêche
- Le lac du Lampy est reconnu comme site de pêche à la ligne[23].
- Intégration du Lampy comme site de pêche de loisirs, et ré-empoissonnement à la suite de la vidange 2015/2016[24].

### Autres
- Bar-restaurant du Lampy-Neuf[25].
- Emplacements de pique-nique dans les sous-bois entre la digue de Leignes et le barrage.
- Arboretum privé du Lampy[26].
- Terrains informels de pétanque.

## Description littéraire du Lampy
Extrait de "L'itinéraire en terre d'Aude" de Jean Girou (Causse, Graille & Castelnau Imprimeurs-Éditeurs 1936) 

" ...  En auto, pour aborder le Lampy, on peut descendre de la Galaube sur Saint-Denis, passer à Saissac et remonter, mais il est plus agréable de le rejoindre par la lisière de la forêt ou par Arfons à travers la forêt de Ramondens; quand on émerge de la forêt, la lande bretonne nous reçoit dans une onde d'or; les ajoncs et les genêts font une débauche féerique de jaune et de chrome; soudain un éclat de lumière entre les arbres, c'est le Lampy qui a lancé le clair appel de sa flaque; quelques villas, la maison forestière et nous sommes arrivés; dans le sous-bois brille un étang, glace d'un surtout entouré de joncs et de saules; le ruisselet vivant de la rigole éclaire le paysage; on peut par un bosquet aborder la digue du barrage, mais il vaut mieux continuer la route d'Arfons, faire deux kilomètres et tourner à droite, par un chemin champêtre qui conduit à la vasque du bassin. Le Lampy, comme un lac alpestre, offre la coupe lumineuse de ses eaux; cette nappe gracieuse et solitaire est cernée des beaux massifs d'arbres de Ramondens qui lui font une couronne d'ombrage et de fraîcheur; quelque sapins plongent leurs racines rouges sur la berge; un hôtel, un café, des villas composent un paysage de ville d'eau, un coin du lac d'Annecy. Ce bassin du Lampy, alimenté par le ruisseau artificiel de la Rigole, ne fut creusé qu'un siècle après l'ouverture du canal du Midi; le vieux bassin n'existe plus, ce bassin fut achevé en 1782 et construit pour l'alimentation du canal de la Robine, à Narbonne. La digue du barrage a 120 mètres de longueur, 16 mètres de haut et 5 mètres d'épaisseur; cette chaussée a de massifs contreforts d'allure assyrienne; sa proportion dans les lignes et sa perfection dans l'exécution contribuent à en faire un très bel ouvrage. ... "